# Karl Buck
Karl Buck, né 17 novembre 1894 à Stuttgart et mort le 11 juin 1977 à Rudersberg, est un capitaine SS, et a été commandant de différents camps, à partir de 1933, notamment du camp de concentration Heuberg à Wurtemberg, d'Ulm-Kuhberg et du camp de détention de Welzheim, puis à partir de 1940 du camp de sûreté de Vorbruck-Schirmeck en Alsace.

## Éléments biographiques
Né à Stuttgart le 17 novembre 1894, Karl Buck participe comme lieutenant à la Première Guerre mondiale. En 1920, il reprend un emploi comme ingénieur dans une usine et se  marie. Entre 1921 et 1929, il effectue un parcours à l'étranger au Portugal et au Chili. À la suite d'une ancienne blessure à la jambe gauche pendant la guerre, cette jambe lui est amputée en 1930. Après une période de chômage, il adhère le 1er mars 1931 au parti nazi et devient membre de la  Gestapo.
À partir d'avril 1933, il est successivement commandant du camp de concentration de Heuberg, Ulm-Kuhberg et Welzheim. Il est nommé chef du camp de sûreté de Vorbruck-Schirmeck (Labroque), en Alsace, le 17 juillet 1940,. 
Le camp ouvre le 15 septembre 1940 et voit passer 15 000 détenus, en détenant jusqu'à 1 000 hommes et 400 femmes, séparés par des barbelés. Identifié pour sa jambe de bois et sa cruauté,,, il est condamné à mort le 21 janvier 1952, par le tribunal militaire de Metz. Mais ce premier jugement est cassé pour vice de forme,, et il est condamné par le tribunal militaire de Paris à la réclusion à perpétuité. En avril 1955, il est extradé de la France vers la République fédérale d'Allemagne. Après huit ans de prison, il est libéré et meurt de mort naturelle en 1977, à l'âge de 82 ans.